# Neuheim (Weilerswist)
Neuheim ist ein Ortsteil der Gemeinde Weilerswist im Kreis Euskirchen, Nordrhein-Westfalen.

## Lage
Der Ort liegt westlich von Weilerswist und östlich des zu Erftstadt gehörenden Ortes Friesheim nördlich der Landesstraße 33.
Zusammen mit dem Kernort Weilerswist bildet es die statistische Ortschaft Weilerswist.
Er liegt im Tal der Erft auf einer Höhe von 117 bis 120 m ü. NN.

## Geschichte
Neuheim ist der jüngste Ortsteil von Weilerswist. Er wurde 1863 als Vierseithof Weilerhof errichtet und überbaut die abgegangene Weilerburg. Um 1900 wurde dieser in Neuheim umbenannt und 1908 kam neben dem Hof eine im Park erbaute „Villa“ hinzu.
In den Jahren 1953/54 kam die westlich der Bundesautobahn 1 neu angelegte Bauernsiedlung hinzu.
Das Gut Weilerhof steht unter Denkmalschutz. (siehe: Liste der Baudenkmäler in Weilerswist und Neuheim)